# Завод MTBE у Дун'їні (Lijin)
Завод MTBE у Дун'їні (Lijin) – розташоване у провінції Шаньдун нафтохімічне виробництво компанії  Lijin Petrochemical.
Станом на початок 2010-х на майданчику Lijin Petrochemical діяла одна установка з випуску високооктанової паливної присадки – метилтретинного бутилового етеру (MTBE) – потужністю 80 тисяч тон на рік. В 2013-му її доповнили більшою установкою з показником у 150 тисяч тон, а невдовзі запустили третій об’єкт потужністю 300 тисяч тон.
Один з двох головних компонентів для МТВЕ – ізобутилен – частково виробляють на тому ж майданчику. Так, станом на 2013-й тут знаходилась установка фракціонування зрідженого нафтового газу, здатна переробляти 500 тисяч тон на рік. Отриманий на ній бутан спрямовувався на установку ізомеризації у ізобутан потужністю 200 тисяч тон. А у 2015-му стала до ладу установка дегідрогенізації ізобутану, здатна виробляти 170 тисяч тон ізобутилена на рік. Її спорудили з розрахунку на використання технології C4 Oleflex компанії Honeywell UOP.